# Каштальян Михайло Арсенійович
Миха́йло Арсе́нійович Кашталья́н — полковник медичної служби Збройних сил України.

## Короткий життєпис
Батько його — фронтовик, кавалер ордена Слави. Крім нього, в родині було ще п'ятеро дітей. Михайло Арсенійович обрав професії мами, Євгенії Антонівни, котра все життя пропрацювала дільничним дитячим лікарем.
Навчався у Вітебському медичному інституті, після 4-го курсу перевівся до Куйбишевського, котрий і закінчив. Військову службу розпочав у 1980-х роках, старшим ординатором операційно-перев'язувального взводу медсанбату. Був у складі миротворчої місії в Іраку.
Доктор медичних наук, професор, завідує кафедрою загальної хірургії Одеський національний медичний університет — працює з 1997-го. Головний хірург Військово-медичного клінічного центру Південного регіону.Звільнився з лав Збройних Сил України в 2016 році.

## Нагороди
За особисту мужність і героїзм, виявлені у захисті державного суверенітету та територіальної цілісності України, вірність військовій присязі під час російсько-української війни нагороджений
- орденом «За заслуги» III ступеня.

## Серед робіт
- «Симультанні лапароскопічні операції при жовчнокам'яній хворобі в поєднанні з хірургічною патологією внутрішніх жіночих статевих органів» — кандидатська дисертація, 2003,
- «Хірургічна тактика лікування хворих на гострий холецистит» — докторська дисертація, 2010, загалом понад 130 статей та праць.

Зареєстровано 14 патентів, зокрема,
- «Спосіб хірургічного лікування пухлин прямої кишки», серед співавторів — Шаповалов Віталій Юрійович, Шудрак Анатолій Анатолійович.